# Jean-Claude Dreyfus
Pour les articles homonymes, voir Dreyfus.
Jean-Claude Dreyfus est un acteur français né le 18 février 1946 à Paris.

## Biographie
Jean-Claude Dreyfus fait ses débuts dans le spectacle à l'âge de 15 ans, en se produisant comme illusionniste dans des hôtels ou des cabarets. Il suit plus tard les cours de comédie de Tania Balachova. Durant les années 1970, il se fait connaître en se produisant en travesti dans divers cabarets. Il remporte notamment un grand succès en tenant la vedette de la revue La Grande Eugène,.
Il fait sa première apparition à l'écran dans le film expérimental What a Flash! en 1972, puis joue l'année suivante dans la comédie Comment réussir quand on est con et pleurnichard, de Michel Audiard, où il interprète un travesti de cabaret. On le voit ensuite dans de nombreux seconds rôles. Il collabore à quatre reprises avec Yves Boisset (sur Allons z'enfants, Le Prix du danger, Radio Corbeau et La Tribu). Il tient divers seconds rôles au cinéma, donnant la réplique à des acteurs comme Jean Carmet (Le Sucre), Jean-Paul Belmondo (Le Marginal) ou Jean Rochefort (Tandem).

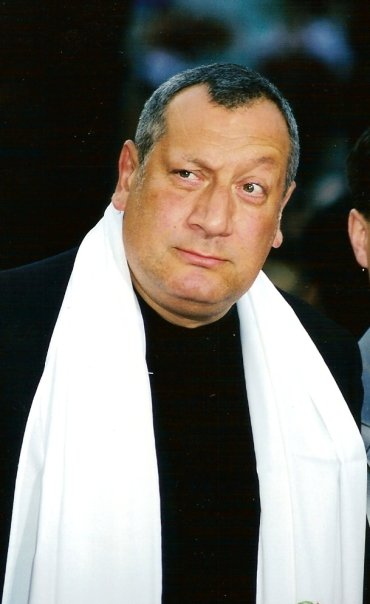
Jean-Claude Dreyfus au festival de Cannes 1998.

Outre ses rôles sur scène et ses apparitions au cinéma, il se fait connaître du grand public en interprétant à partir de 1986 une série des spots publicitaires pour les plats cuisinés Marie, dans laquelle il tient le rôle de Monsieur Marie.
Les années 1990 et une double collaboration avec les cinéastes Jean-Pierre Jeunet et Marc Caro marquent un tournant dans la carrière de Jean-Claude Dreyfus, qui accède désormais au cinéma à des rôles plus importants. Dans Delicatessen (1991), il incarne un inquiétant boucher. Dans La Cité des enfants perdus (1994) il est présenté sous la forme d'un étonnant dresseur de puces.
Après avoir fréquenté l'univers de Jean-Pierre Jeunet, Jean-Claude Dreyfus est à l'affiche de la comédie La Cible, puis du thriller Tiré à part du journaliste Bernard Rapp. Il incarne le duc d'Orléans dans L'Anglaise et le Duc, d'Éric Rohmer.
En 2003, Jean-Claude Dreyfus apparaît dans Lovely Rita, réalisé par Stéphane Clavier. L'année suivante, il retrouve Jean-Pierre Jeunet pour les besoins du film Un long dimanche de fiançailles.
En 2005, il met en scène à la Maison de la Poésie, à Paris, un spectacle adapté des poèmes de Jehan-Rictus, qu'il joue en duo avec Fabrice Carlier.
En 2006, il est élu membre de l'Académie Alphonse Allais.
En 2009, Jean-Claude Dreyfus assure la narration de l'Opéra Rock Anne de Bretagne d'Alan Simon, lors des deux premières représentations, les 29 et 30 juin au château des ducs de Bretagne, à Nantes.
Jean-Claude Dreyfus a par ailleurs une passion pour les cochons et collectionne les objets en rapport avec cet animal : il lui a consacré un livre, intitulé Du cochon considéré comme l'un des beaux-arts. Dans sa collection figure notamment le tableau offert par Pierre à Thérèse dans la pièce de théâtre Le père Noël est une ordure.
En 2021, Jean-Claude Dreyfus est le parrain du Festival Films courts de Dinan, où il retrouve Claudie Ossard, Marc Caro et Jean-Pierre Jeunet à l'occasion des trente ans du film Delicatessen.
Il réside dans l'Aude depuis 2003.

## Engagements
En 2022, avec son compagnon, il fait partie des 500 artistes qui ont appelé à voter Emmanuel Macron au deuxième tour de l'élection présidentielle française, « sans illusions, sans hésitations et sans trembler ».
En décembre 2023, il est signataire de la tribune en soutien à Gérard Depardieu alors accusé de viol, agression sexuelle et harcèlement sexuel. À la suite des polémiques,, que cette tribune de soutien a provoquées, et à la création d'une contre-tribune signée par des milliers d'artistes, le 2 janvier 2024, Jean-Claude Dreyfus annonce « Comme beaucoup, je me retire de la Tribune à propos de Gérard Depardieu »,.

## Famille
Jean-Claude Dreyfus est marié avec Monique - une amie qu'il a épousée quand elle «avait besoin d'aide » - mais partage sa vie avec Nicolas Ehretsmann,  un musicien et compositeur diplômé de la Music Academy International de Nancy,.

## Filmographie

### Cinéma

#### Longs métrages
- 1972 : What a Flash! de Jean-Michel Barjol
- 1974 : Comment réussir quand on est con et pleurnichard de Michel Audiard : le transformiste du cabaret
- 1975 : L'Homme qui défia l'Organisation (L'uomo che sfidò l'organizzazione) de Sergio Grieco : Lady Rebecca Rosenbaum
- 1976 : L'Ombre des anges (Schatten der Engel) de Daniel Schmid : Zwerg/Dwarf
- 1978 : Le Sucre de Jacques Rouffio : Mimine
- 1979 : Les Héroïnes du mal de Walerian Borowczyk : Bini
- 1979 : Je te tiens, tu me tiens par la barbichette de Jean Yanne
- 1979 : La Dérobade de Daniel Duval
- 1981 : Allons z'enfants d'Yves Boisset : le Capitaine Maryla
- 1982 : Fitzcarraldo de Werner Herzog : le chanteur d'opéra. Crédité au générique en tant que Sarah Bernhardt malgré sa carrure (1,76 m et au moins 120 kg[19]).
- 1983 : Le Prix du danger d'Yves Boisset : Bertrand
- 1983 : Éducation anglaise de Jean-Claude Roy : Georgina
- 1983 : Le Marginal de Jacques Deray : le travesti
- 1984 : Rue barbare de Gilles Béhat: un truand surnommé « Nez-de-bœuf »
- 1984 : Canicule d'Yves Boisset : Le Barrec
- 1984 : Le Fou du roi d'Yvan Chiffre : Courtemise
- 1984 : Notre histoire de Bertrand Blier : un voisin
- 1984 : Cheech & Chong's The Corsican Brothers de Tommy Chong : le Marquis du Hickey
- 1984 : Liste Noire d'Alain Bonnot : Mahler
- 1987 : Tandem de Patrice Leconte : le conseiller municipal
- 1987 : La Vieille quimboiseuse et le majordome de Julius Amédé Laou : un travesti
- 1988 : Black Mic-Mac 2 de Marco Pauly : le commissaire
- 1988 : Ville étrangère de Didier Goldschmidt : le chauffeur de taxi
- 1989 : Radio Corbeau d'Yves Boisset : Rosatti le boucher
- 1990 : Il y a des jours... et des lunes de Claude Lelouch : le responsable de l'accident
- 1991 : La Tribu d'Yves Boisset : le malade alcoolique
- 1991 : Delicatessen de Marc Caro et Jean-Pierre Jeunet : le boucher
- 1991 : Tous les matins du monde d'Alain Corneau : l'abbé Mathieu
- 1992 : La Voix de Pierre Granier-Deferre : le maître d'hôtel
- 1992 : La Belle Histoire de Claude Lelouch : l'inspecteur du grand magasin
- 1992 : Coyote de Richard Ciupka : Monsieur Poireau
- 1992 : Un vampire au paradis d'Abdelkrim Bahloul : le faux psychiatre
- 1992 : La Fille de l'air de Maroun Bagdadi : Marcel
- 1993 : Les histoires d'amour finissent mal... en général d'Anne Fontaine : Dennard
- 1993 : Pétain de Jean Marbœuf : Henry du Moulin de Labarthète
- 1994 : Le Terminus de Rita de Filip Forgeau
- 1994 : Bonsoir de Jean-Pierre Mocky : l'inspecteur Bruneau
- 1994 : Cache cash de Claude Pinoteau : Max
- 1995 : En mai, fais ce qu'il te plaît de Pierre Grange : Daniel
- 1995 : Le Fils de Gascogne de Pascal Aubier : Marco Garciano
- 1995 : La Cité des enfants perdus de Marc Caro et Jean-Pierre Jeunet : Marcello
- 1995 : Krim d'Ahmed Bouchaala : le maître d'hôtel/le travesti
- 1996 : Une trop bruyante solitude (Příliš hlučná samota) de Véra Caïs : le chef
- 1996 : Pinocchio (The Adventures of Pinocchio) de Steve Barron : le guide
- 1996 : Tiré à part de Bernard Rapp : Georges Récamier
- 1997 : La Cible de Pierre Courrège : le préfet
- 1997 : La Ballade de Titus de Vincent de Brus : Shrink
- 2001 : L'Anglaise et le Duc d'Éric Rohmer : le duc d'Orléans
- 2001 : Philosophale de Farid Fedjer
- 2002 : Au loin... l'horizon d'Olivier Vidal
- 2002 : Baby Boogie de Sylvain Gillet
- 2003 : Rien, voilà l'ordre de Jacques Baratier : le libertin
- 2003 : Lovely Rita, sainte patronne des cas désespérés de Stéphane Clavier : l'antiquaire
- 2004 : Deux Frères (Two Brothers) de Jean-Jacques Annaud : Eugène Normandin
- 2004 : Le P'tit Curieux de Jean Marbœuf : Monsieur Dubois
- 2004 : Automne de Ra'up McGee : Hugo
- 2004 : Un long dimanche de fiançailles de Jean-Pierre Jeunet : le Commandant Lavrouye
- 2006 : Le Deal de Jean-Pierre Mocky : Hervé Radius
- 2006 : Jean de La Fontaine, le défi de Daniel Vigne : Monsieur de Chateauneuf
- 2007 : Chacun son cinéma, segment "Cinéma érotique" de Roman Polanski : le mari
- 2007 : Le Bénévole de Jean-Pierre Mocky : le docteur Museau
- 2007 : Le Prince de ce monde de Manuel Gomez : Debruges
- 2008 : Vilaine de Jean-Patrick Benes et Allan Mauduit : seulement narration
- 2011 : Requiem pour une tueuse de Jérôme Le Gris : le maître de chant
- 2011 : L'Orpheline avec en plus un bras en moins de Jacques Richard : Renaud Duraquet
- 2013 : Attila Marcel de Sylvain Chomet : Monsieur Kruzinsky
- 2014 : Sur l'Océane de Enola S. Cluzeau : le producteur
- 2016 : Sélection officielle de Jacques Richard : Michel Rivière
- 2017 : Vive la crise de Jean-François Davy : Montaigne
- 2017 : Menina de Cristina Pinheiro : Monsieur Sertin
- 2018 : Nécrologies de Nathalie Epoque, Fabien Chombart, François Message, Alexis Wawerka, Guillaume Defare : le gardien de cimetière
- 2020 : Les clowns ne saignent que du nez de Avénarius d'Ardronville[20]
- 2022 : Flash Drive d'Arnaud Toussaint : Agent Pit

#### Courts métrages
- 1982 : Le Péril rampant d'Alberto Yaccelini : le serpent
- 1986 : Short Night d'Alain Berberian : l'inconnu
- 1988 : Méliès 88: Les sept péchés capitaux de Philippe Gautier
- 1988 : La Bête féroce de Magali Cerda
- 1989 : Tour d'ivoire de Dominique Belet
- 1991 : 25 décembre 58, 10h36 de Diane Bertrand
- 1992 : Article 22 de Gilles Romera
- 1992 : Robert, faim et vanité de Fernando Romero
- 1992 : Le Concert de Stéphane Krausz
- 1993 : Télé-carton de Gil Lefauconnier et Isabelle Salvini
- 1993 : Piège à sons de Philippe Dorison
- 1993 : Les Portes de Fabrice Nordmann : Monsieur Levski
- 1993 : Deux cafés, l'addition de Gilles Pujol
- 1993 : Crash record de Dominique Champetier avec Didier Bénureau
- 1994 : Toilettes d'Olias Barco
- 1994 : Lonelytude ou une légère éclaircie d'Éric Guirado
- 1995 : Oui de Pascal Pérennès : le vigile du supermarché
- 1995 : Le Courrier des îles d'Alain Marcel
- 1995 : La Main de Samuel Dupuy
- 1995 : Don't Disturb de Jean-Michel Carré
- 1995 : Les soixante premier étages sont toujours les plus difficiles de Thierry Binisti
- 1995 : Les Petits-Salés de Régis Roinsard
- 1996 : Le Réveil de Marc-Henri Wajnberg : l'homme
- 1997 : Le Nègre de François Levy Kuentz : Jean Jeudi
- 1997 : Le Milliardaire de Julien Eudes
- 1997 : Enquête d'audience de Laurent Pellicer : le pompiste
- 1997 : Au bout de l'arc-en-ciel de Nasser-Eddine Bénalia
- 1998 : Pension des oiseaux de Dominique Champetier
- 1998 : L'Homme sans faim de Mathieu Zeitindjioglou : Monsieur Tortionari
- 1998 : Les Tartines de Fabrice Radenac : le bûcheron
- 1998 : Jean-Michel d'Alexandre Zanetti : le voisin
- 1999 : Un peu de retenue ! de Sylvain Gillet
- 1999 : Un Noël de chien de Nadine Monfils
- 1999 : Proposition de manger les enfants de Brice Reveney : l'ogre
- 1999 : Le Voleur d’étoiles ou Le Voleur de Noël de Philippe Montpontet
- 1999 : Sacalasca, ou trois tranches de vie et une tranche de jambon de Stéphane Glikou
- 1999 : Hobby d'Azise Bel Miloud
- 2001 : Morte Marina de Cristina Pinheiro
- 2002 : Il était une «foi» de Natalie Aussant
- 2002 : Sumoto Life de Jean Pillet : le premier malfrat
- 2003 : Dernière cigarette de Thierry Falivene : l'homme énervé
- 2003 : Fragile de Nicolas Bary : le patron
- 2003 : Dix de Thierry Antoine : l'homme malade
- 2004 : Dimitri et Mr. Félix de Damien Oliveres : Monsieur Félix
- 2005 : Zooloo de Nicolas Bazz : Juan
- 2005 : À l'état d'e(m)bauche de Bernard Tanguy : le barman/le directeur
- 2006 : Empaillé de Laure Plaindoux
- 2006 : Un Crime hors de prix de Quentin Lestienne : Henri
- 2006 : La Porte de Renan Delaroche
- 2007 : Tierce mineure d'Olivier Vidal : le premier musicien
- 2007 : Rabbi Connection de Maxim Nucci : Joe
- 2008 : Vincent, le Magnifique de Pascal Forney : Pierre
- 2008 : Des astres de Benjamin Carniaux et Frédéric Ruiz
- 2009 : La Peau de l'ours de Valentin Morel : le collectionneur
- 2009 : Une Nuit qu'il était à se morfondre... de Cyril Paris : Jean-Claude
- 2009 : S.A.R.L. Noël ou S.A.R.L Noël Père & Mère... d'Anita Hudson et John Hudson
- 2009 : Les âmes pixellisées de Michael Castellanet : Armand
- 2010 : Le Contrôleur contrôlé de Pablo Garcia
- 2010 : Maléna de Pierre Noguéras : Marie-Pierre
- 2010 : 6-7 et nous d'Alain Aubrion et Nicolas Gauffreteau : Monsieur Le Maire
- 2011 : La Vieille dame et le garçon de Gaël Cottat : Philippe
- 2011 : Dernier voyage improvisé de Julien Guiol : Raoul
- 2011 : Bartleby d'Olivier Martinez : Turkey
- 2011 : Passages à niveaux de Jean-Baptiste Drouet : Emile Morel Rousseau
- 2012 : La Belle et le vertige de Maxime Hermet : Monsieur Backer
- 2013 : Déconnexion de Jérémie Prigent et François Rémond : Dog Seller
- 2014 : Sauliac d'Édouard Giraudo : Sauliac
- 2014 : Dom Juan, acte IV, scène 3 de Tom Dahio : Monsieur Dimanche
- 2015 : En aparté de Pascal Lastrajoli : l'homme qui soliloque
- 2015 : Sigma de Terry Misseraoui : le Président de l'entreprise
- 2015 : Nympho d'Alain Inizan
- 2015 : Maintenant de Michael Castellanet : Raphaël
- 2016 : Le Bain de Murphy de Florimond Debove : Murphy
- 2016 : Genesis de Serge Vaillant
- 2017 : La Fin de Léopold Bellanger : Dad
- 2017 : Trois aveugles de Félix Lantieri : Oscar

### Documentaires
- 1980 : Théâtre de Jean-André Fieschi et Jean-Pierre Mabilles
- 1999 : Le tour du monde en 80 bières
- 2008 : Ukiyo-e, images du monde flottant de Manuel Gomez : seulement voix
- 2022 : L’Extravagante petite vie de J.C.D Dreyfus de Yannick Bruni, Adrien Juncker et Lucas Stoll

### Jeu vidéo
- 2021 : The World After : Le Directeur

### Télévision

#### Téléfilms
- 1970 : Les Aventures de Zadig de Claude-Jean Bonnardot
- 1977 : Le Portrait de Dorian Gray de Pierre Boutron : le prêcheur
- 1978 : La nuova colonia de Patrick Bureau, pièce de Luigi Pirandello en différé du Théâtre Silvia Monfort, mise en scène Anne Delbée : Noccio
- 1980 : L'Embrumé de Josée Dayan : Rosen
- 1982 : Le pouvoir d'inertie de Jean-François Delassus, diffusé dans le cadre le l'émission Les Dossiers de l'écran
- 1984 : Le Rat d'Élisabeth Huppert
- 1989 : Lundi noir de Jean-François Delassus : Thierache
- 1989 : Jeanne d'Arc, le pouvoir et l'innocence de Pierre Badel : Jean de Luxembourg
- 1991 : Commissaire Chabert: Le tueur du zodiaque de Bernard Villiot : Abelar
- 1991 : Peintures de guerre de Stéphane Kurc : Leguern
- 1992 : Princesse Alexandra de Denis Amar : Worth
- 1992 : Jo et Milou de Josée Dayan : Simon
- 1992 : L'Affaire Salengro de Denys de La Patellière : Roger Salengro
- 1993 : Le Bourgeois gentilhomme d'Yves-André Hubert : le maître de philosophie
- 1994 : Passé sous silence d'Igaal Niddam : Charles Hutin
- 1997 : Mira la magnifique d'Agnès Delarive : Zaoul
- 2004 : 3 garçons, 1 fille, 2 mariages de Stéphane Clavier : le père de Camille
- 2006 : Au crépuscule des temps de Sarah Lévy : Giuseppe Mariani
- 2006 : Monsieur Max de Gabriel Aghion : Sacha Guitry
- 2007 : Les Cerfs-Volants de Jérôme Cornuau : le comte
- 2008 : Coco Chanel de Christian Duguay : Paul Poiret
- 2009 : L'Affaire Salengro d'Yves Boisset : Henri Béraud

#### Séries télévisées
- 1978 : Les Folies Offenbach, épisode Le Passage des Princes de Michel Boisrond : le Grand-duc Wladimir
- 1979 : Le Journal, saison 1, 4 épisodes de Philippe Lefebvre : Noël
- 1981 : Caméra une première, épisode L'âge d'aimer de Jean-François Delassus : Bruno
- 1988 : Le Clan, saison 1, 4 épisodes de Claude Barma : Lamberti
- 1995 : Nestor Burma, épisode Brouillard au pont de Tolbiac de Jean Marbœuf : Charles Baurenot
- 1998 : H, épisode Une Histoire de famille de Charles Nemes : Cyril Strauss, frère du Professeur Strauss
- 2000 : Les Enfants du printemps, 3 épisodes de Marco Pico : Serge
- 2002 : Maigret, épisode Maigret à l'école d'Yves de Chalonge : Xavier Bresselles
- 2004 : Petits Mythes urbains, épisode Égaré d'Igor Legarreta et Emilio Pérez Pérez, Peter
- 2005 : Le juge est une femme, épisode La dernière étoile de Jean-Marc Seban : Jacques Villeroy

## Vidéos
- 2006 : Les soliloques du pauvre de Laurent Preyale
- 2009 : Mama Lova de Thomas Szczepanski

## Doublage

### Films
- 2007 : Quatre mois, trois semaines, deux jours : Dr Aldea (Geo Dobre)

### Films d'animation
- 1987 : Gandahar de René Laloux
- 2011 : Le fils du marchand d'olives de Mathieu Zeitindjioglou

### Courts-métrages d'animation
- 1987 : Comment Wang-Fô fut sauvé de René Laloux : l'empereur
- 2002 : Je-huis-clos ! d'Aurélien Marrel
- 2003 : La Peau de chagrin de Stéphane Blanquet et Olive : le narrateur
- 2011 : L'Art des Thanatier de David Le Bozec
- 2013 : Une charogne de Manuel Gómez
- 2016 : Deux escargots s'en vont de Jean-Pierre Jeunet et Romain Segaud

### Narrateur
- 2008 : Vilaine de Allan Mauduit

## Théâtre

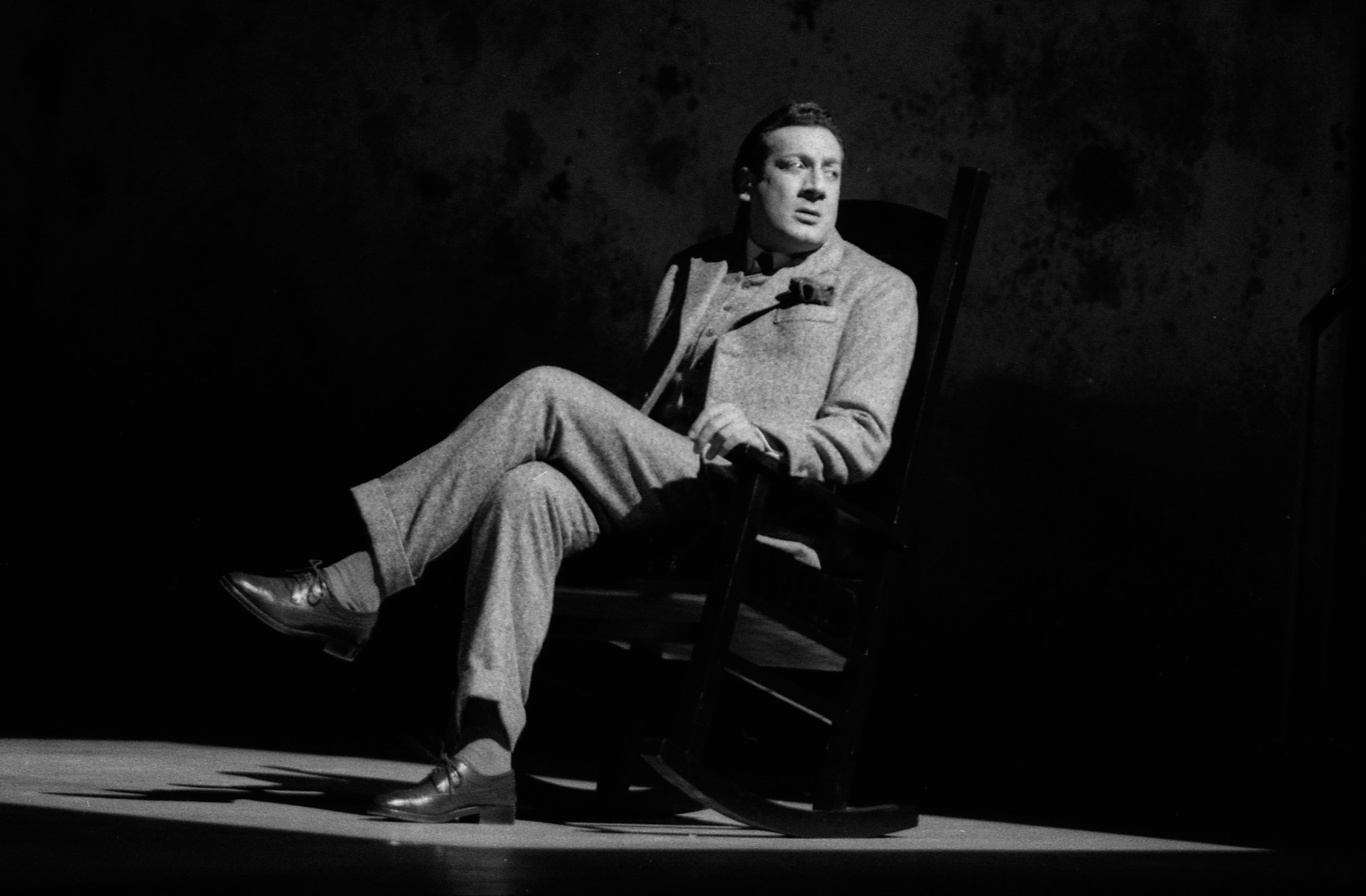
Jean-Claude Dreyfus au Théâtre Sorano en 1987.

- 1976 : L'Échange de Paul Claudel, mise en scène Anne Delbée, Théâtre de la Ville
- 1977 : La nuova colonia (de Luigi Pirandello), mise en scène Anne Delbée, Nouveau Carré Silvia Monfort
- 1978 : Les gens déraisonnables sont en voie de disparition de Peter Handke, mise en scène Claude Régy, Théâtre Nanterre-Amandiers
- 1979 : Les Fausses Confidences de Marivaux, mise en scène Jacques Lassalle, Théâtre Gérard Philipe
- 1980 : Un dimanche indécis dans la vie d'Anna de Jacques Lassalle, mise en scène de l'auteur, Théâtre national de Chaillot
- 1981 : Bent de Martin Sherman, mise en scène Peter Chatel, Théâtre de Paris
- 1983 : Hôtel Jawat et de la Plage de Christine Albanel, mise en scène André Oumansky, Comédie de Paris
- 1983 : Lulu de Frank Wedekind, mise en scène André Engel, Bataclan
- 1985 : Le Misanthrope de Molière, mise en scène André Engel, MC93 Bobigny
- 1986 : Six personnages en quête d'auteur de Luigi Pirandello, mise en scène Jean-Pierre Vincent, Comédie-Française au Théâtre national de l'Odéon
- 1986 : Tel quel de William M. Hoffman, mise en scène Gérard Vergez, Studio des Champs-Elysées
- 1988 : L'Étrange intermède d'Eugene O'Neill, mise en scène Jacques Rosner, Théâtre Sorano Toulouse, Théâtre des Treize Vents
- 1989 : Ruy Blas de Victor Hugo, mise en scène de Jacques Rosner, Théâtre Sorano, Toulouse[21]
- 1990 : Le Chant du départ d'Ivane Daoudi, mise en scène Jean-Pierre Vincent, Théâtre de Nice
- 1990 : La Nonna de Roberto Cossa, mise en scène Jorge Lavelli, Théâtre national de la Colline
- 1991 : Ornifle ou le Courant d'air  de Jean Anouilh, mise en scène Patrice Leconte, Théâtre des Bouffes-Parisiens
- 1995 : Chantecler, mis en scène par Jérôme Savary, Théâtre National de Chaillot
- 1997 : Derrière les collines de Jean-Louis Bourdon, mise en scène de l'auteur, Le Trianon
- 1998 : Hygiène de l'assassin d'Amélie Nothomb, mise en scène Didier Long, Petit Théâtre de Paris
- 1998 : Mère Courage et ses enfants de Bertolt Brecht, mise en scène Yves Pignot, Théâtre de l'Ouest parisien
- 2005 : Pour ceux qui restent de Pascal Elbé, mise en scène Charles Berling, Théâtre de la Gaîté Montparnasse
- 2008 : Réception de Serge Valletti, mise en scène Christophe Correia, Théâtre des Mathurins
- 2009 : Le Mardi à Monoprix d'Emmanuel Darley, mise en scène Michel Didym, La Mousson d'été, Théâtre Ouvert, tournée
- 2010 : Le Mardi à Monoprix d'Emmanuel Darley, mise en scène Michel Didym, Théâtre Ouvert, tournée
- 2010 : Périphéries Humaines d'Euryale Collet-Barquero, mise en scène Zmorda Chkimi, Théâtre de l'Arlequin Morsang-sur-Orge, Lavoir Moderne Parisien
- 2011 : Le Mardi à Monoprix d'Emmanuel Darley, mise en scène Michel Didym, Théâtre de l'Ouest parisien, tournée
- 2011 : Dreyfus-Devos d'après Raymond Devos, mise en scène Christophe Correia, Théâtre du Chien qui Fume Festival Off d'Avignon
- 2012 : Viva la Vida de Pierre Tré-Hardy, Studio Raspail
- 2013 : Dreyfus-Devos d'après Raymond Devos, mise en scène Christophe Correia, Petit Hébertot, tournée
- 2013 : L'Inondation d'Émile Zola, lecture accompagnée à la guitare par Nicolas Ehretsmann, tournée
- 2014 : La Trahison d'Einstein d'Éric-Emmanuel Schmitt, mise en scène Steve Suissa, Théâtre Rive Gauche
- 2015 : Le Chant des oliviers de Marilyne Bal, mise en scène Anne Bouvier, Festival d'Avignon off, Le Splendid à Paris
- 2018 : L'Inondation d'Émile Zola, lecture accompagnée à la guitare par Nicolas Ehretsmann, théâtre Le Nez Rouge à Paris

## Publications

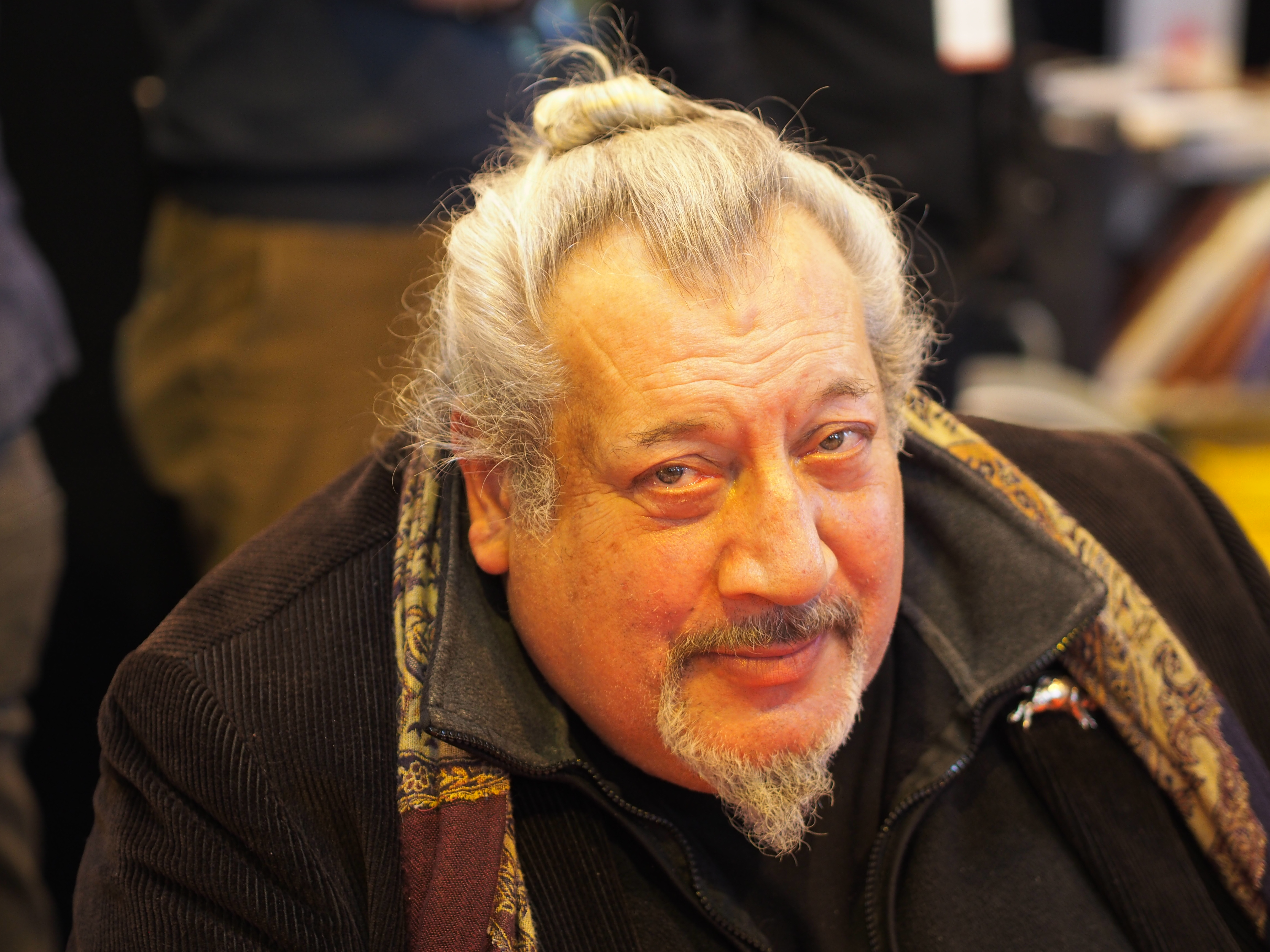
Jean-Claude Dreyfus au Salon du livre de Paris en 2013.

- 2005 : Du cochon considéré comme l'un des beaux-arts, Le Cherche-Midi éditeur
- 2006 : Les questions à la con, éditions Pascal Petiot
- 2012 : Ma BioDégradable..., éditions du Cherche-Midi

## Musique
- 2008 : Lecture du poème Vénus Anadyomène sur l'album hommage à Arthur Rimbaud réalisé par le compositeur / joueur de didgeridoo Raphaël Didjaman.
- 2009 : Tour de chants au vingtième théâtre (Jean-Claude Dreyfus le comédien chanteur au vingtième théâtre).
- 2014 : Soliste pour le spectacle symphonique et pyrotechnique "1914", du grand chef d'orchestre et bassoniste Brice Martin, spectacle sur la grande guerre ou il interprète le spectre d'un soldat de la grande guerre.
- 2017 : Interprétation de textes de Jehan-Rictus dans le livre-disque Les Soliloques du Pauvre, avec le rappeur Vîrus.

## Distinctions

### Nominations
- César du cinéma 1992 : César du meilleur acteur dans un second rôle pour Delicatessen
- Molières 1998 : Molière du comédien pour Hygiène de l'assassin
- Molières 2010 : Molière du comédien pour Le Mardi à Monoprix
- Molières 2011 : Molière du comédien pour Le Mardi à Monoprix